# Guan (peuple)
Pour les articles homonymes, voir Guan.
Les Guan ou Guang sont un groupe ethnique présent dans pratiquement toutes les régions du Ghana, comprenant les Krachi, la tribu Nkonya, les Gonja, les Anum, les Larteh, les Akpossos, les Nawuri et les Ntsumburu. On pense que les Guan sont les premiers colons du Ghana moderne, migrant de la région Mossi du Burkina Faso moderne vers 1000 apr. J.-C..
Ils parlent principalement les langues Guang de la famille linguistique Niger-Congo. Ils représentent 3,7% de la population du Ghana.

## Histoire

### Origines
Les origines des Guan sont soumises à discussions et les dates restent incertaines. Cependant, un premier point de repère chronologique est la première vague de migration Akan. Celle-ci est liée à la formation du royaume de Bono, dans l'ouest du Ghana actuel, qui repousse les populations de langue et de culture guan vers l'est dès le XIIIe siècle. Cependant, bien que les langues Guan appartiennent aux langues Akan, les recherches tendent à indiquer que les Guan pourrait en réalité descendre des cultures néolithiques de Kintampo et non de migration Akan.
Les traditions orales évoquent également le royaume de Kwahu, peuplé par des guan, qui serait précurseur de l'arrivée des Adansi dans le coeur forestier du Ghana. Ceux-ci auraient également peuplé, vers 1200, les plaines de l'Afram en établissant une capitale à Ganeboafo pratiquant le commerce transsaharien de l'ivoire, de la noix de kola, du bétail, du sel et des esclaves. L'archéologie parvient à confirmer par datation au carbone 14 l'occupation du plateau de Kwahu vers 1000-1300, et vers 1400 et 1600 pour la zone d'Akuapem au sud-est du Ghana.
Ils sont reliés au royaume marchand de Gonja fondé par les cavaliers Malinkés d'Askia Daoud, entre 1550 et 1575. Durant le XVIIe siècle, Jakpa, un chef mandé, établit une dynastie sur le royaume et l'étend vers le sud du Ghana. En effet, Eva Meyerovitz soutient que les Guan proviennent de la première vague de migration issue de Tombouctou, supposant d'ailleurs que le terme "akan" découle d'agwa, une contraction désignant le peuple guan et ayant donné le nom du Gonja (gwan-ja). Les recherches ultérieures corroborent effectivement le lien entre l'implantation mandé du Gonja et les Guan qui se dispersent ensuite sous la pression des migrations Akan, cependant les études archéologiques et linguistiques indiquent également que les Guan habitent la région du Gonja avant l'intervention de Jakpa.

### Royaumes Guan
Selon les travaux de l'Abririwhene (chef d'Abiriw) Otutu Bagyire IV qui a récolté les traditions orales dans la région des Akuapem, le groupe ethnique Guan serait à l'origine majoritaire dans l'ensemble du Ghana actuel. À son apogée, le royaume Guan s'étend des plaines d'Accra jusqu'au pays Bron, appelé ultérieurement Bono. Il aurait connu huit souverains entre le XVe siècle et le XVIe siècle, soit antérieur au royaume Gonja fondé par les Malinkés. Les rois portent le titre d'Ataala Fiam (en gouang : souverain léopard). Le royaume est alors connu pour sa fonte de l'acier.
Durant le XVIe et le XVIIe siècle, les Guan subissent les migrations Akan suivantes qui les chassent progressivement des territoires. Ils descendent la Volta Noire pour se concentrer dans les collines d'Akuapem et concentrer un État côtier entre Cape Coast et Winneba. Les guans situés dans la région forestière semblent chassés par les différents abusua akans. En effet, ils sont mentionnés par les portugais au XVIe siècle, puis disparaissent des cartes néerlandaises en 1629. Plusieurs conflits éclatent régulièrement entre les États Akans et les Guan. Le royaume d'Akwamu mène une vaste politique d'expansion militaire dès 1629 qui provoque la chute d'Accra et des villes guan de la vallée d'Accra. Cette chute coïncide également avec un important conflit qui oppose "l'empire Guan" à une confédération akan qui seraient, à ce moment-là, sous la domination ou l'influence de ce royaume Guan. Le dernier Ataala Fiem (souverain léopard, titre donné au roi Guan) aurait été vaincu vers 1660 par les forces conjuguées de plusieurs cité-états Akans : Kumawu, Agogo et Kwaman. En 1681, ils sont complètement incorporés aux États Akans et ne préservent que le contrôle de petites chefferies côtières. Les différents États Guan sont progressivement intégrés à l'Empire ashanti durant le XVIIIe siècle.

### Montée du nationalisme Guan
Depuis le début des années 1990, les tensions entre Guan et Akan s'intensifient dans la région Orientale du Ghana. Des querelles concernant le droit de terre des chefferies institutionnelles mènent à des déclarations d'indépendance vis à vis de la domination Akan d'Akropong. Cette situation mène à l'apparition d'un nationalisme Guan. Depuis la proclamation de l'existence du royaume de Guan, plusieurs villes et villages suivent le mouvement et remettent en vigueur les anciens cultes tels que celui du sanctuaire d'Akonedi.

## Fouilles d'Asantemanso
Les fouilles archéologiques réalisées en 1986 sur les sites d'Asantemanso associés au commencement de l'histoire Ashantis révèlent des datations au carbone 14 qui remettent en question les hypothèses actuelles sur les migrations Akan et l'origine des Guan. En effet, ces fouilles démontrent que le site est occupé dès le début du second millénaire et accueille plusieurs milliers d'habitants. Certaines datations remontent à plusieurs siècles avant J.-C. Des outils fragments de poterie et d'outils en fer sont également trouvés, permettant d'envisager une activité agricole sédentaire plus ancienne qu'envisagé jusqu'alors. De plus, les motifs décoratifs de ces poteries sont retrouvées en grand nombre dans la vallée de Birim peuplée de Guan. Les auteurs ne se prononcent pas sur l'identité des habitants de la région mais émettent l'hypothèse des Guan. Cette hypothèse remet en question l'histoire du peuplement de la région et les relations entre les Guan et les premiers Akan.

## Distribution géographique
Les chefferies Guang actuelles n'occupent que de petits villages d'environ 300 habitants mais sont répartis très vastement dans l'ensemble du Ghana. Un important regroupement de ces chefferies se trouve dans les villages qui entourent Adukrom (en), à proximité d'Accra. Les villages d'Abiriw, Abonse et Awukugua se déclarent d'ascendance Guan, et plus particulièrement Larteh.
Les Guan occupent les vallées de la Volta Noire, de la Volta Blanche, de Bonduku (en Côté d'Ivoire), des régions de Bole, Damongo, Salaga et Kete-Krachi. Au Sud du Ghana, on les retrouve le long de la Volta, dans les collines de l'Akwapim au nord d'Accra et le long de la Côte jusqu'à Gomoa, dans les environs de Winneba.

## Culture et religion
Contrairement aux Akan qui migrent durant cette période, les Guan suivent une succession patrilinéaire et pratiquent le culte des ancêtres. Religion et politique sont indissociables dans le royaume, si bien que la fonction de prêtre correspond à celle de chef, à l'instar du royaume de Nri.
Akonedi est une divinité guan vénérée dans plusieurs sanctuaires présidés par des Okomfo (prêtre). Il existe plusieurs sanctuaires et plusieurs responsables de cultes qui se revendiquent seuls représentants légitimes de cette divinité. Cependant, la politique traditionaliste du Ghana renforce l'introduction de divinité sans origine guan au sein des sanctuaires.